# 查依采夫规则
查依采夫规则（英語：Zaitsev's rule），也稱作扎伊采夫规则或扎伊切夫规则，是指醇或卤代烃在进行消除反应时，主要生成物會是碳碳双键上取代基較多的烯烃。例如，2-碘丁烷进行消除反应时，主要生成物是2-丁烯，1-丁烯只是次要生成物。

## 歷史

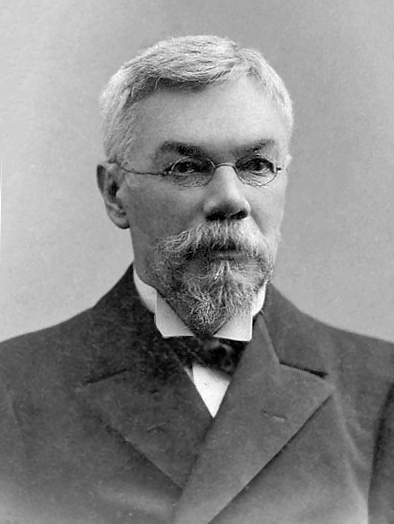
亞歷山大·米哈伊洛維奇·柴瑟夫

亞歷山大·柴瑟夫於1875年首次發表了關於利比希化學紀事中消除反應產物的觀察結果。儘管該論文包含了柴瑟夫學生的一些原創性研究，但它主要是文獻綜述，在很大程度上依賴於之前發表的著作。柴瑟夫提出了純粹的經驗規則，用於預測碘烷脫鹵化氫中有利的區域化學，但事實證明該規則也適用於各種其他消除反應。雖然柴瑟夫的論文在整個20世紀都得到了很好的引用，但直到20世紀60年代，教科書才開始使用“柴瑟夫法則”這一術語。
柴瑟夫並不是第一個公佈現在以他的名字命名的規則的化學家。亞歷山大·尼古拉耶維奇·波波夫於1872年發表了類似於柴瑟夫的經驗規則，於1873年在喀山大學發表了他的研究結果。柴瑟夫在之前的工作中引用了波波夫的1872年論文並在喀山大學工作，因此可能知道波波夫的提議規則。儘管如此，柴瑟夫的1875年利比希化學紀事論文沒有提到波波夫的作品。
如果不提及弗拉基米爾·瓦西里耶維奇·馬爾科夫尼科夫，任何關於柴瑟夫法則的討論都是不完整的。柴瑟夫和馬可夫尼科夫都曾在同一時期在喀山大學任教的亞歷山大·巴特羅夫（Alexander Butlerov）學習，並且是激烈的競爭對手。馬爾科夫尼科夫於1870年出版，現在被稱為馬爾科夫尼科夫法則，而柴瑟夫對消除反應持有相互矛盾的看法：前者認為最少取代的烯烴會受到青睞，而後者認為取代最多的烯烴將是主要產品。也許柴瑟夫開始調查消除反应的主要原因之一是反駁他的競爭對手。柴瑟夫在馬克托夫尼科夫在Comptes Rendus的三部分系列文章中發表了第一篇文章，詳細闡述了他對加成反應的規則之後發表了他的消除反应規則。

## 外部連結
- Online course of chemistry （页面存档备份，存于） （英文）

1. ↑  Saytzeff, Alexander. . Justus Liebigs Annalen der Chemie. 1875, 179 (3): 296–301. doi:10.1002/jlac.18751790304.
2. 1 2 3 4 5  Lewis, D. E.  (PDF). Bulletin for the History of Chemistry. 1995, 17: 21–30 (27)  [2019-06-12]. （原始内容存档 (PDF)于2015-12-30）.
3. 1 2 3  Lewis, D. E.  (PDF). Bulletin for the History of Chemistry. 2010, 35 (2): 115–124 (121–122)  [2019-06-12]. （原始内容存档 (PDF)于2015-12-30）.
4. ↑  Popoff, Aleksandr. . Justus Liebigs Annalen der Chemie. 1872, 162 (1): 151–160. doi:10.1002/jlac.18721620112.